# 裏社会 (2ちゃんねる・5ちゃんねるカテゴリ)
裏社会（うらしゃかい）は、匿名掲示板2ちゃんねる（2ちゃんねる (2ch.net)、 2ちゃんねる (2ch.sc)、5ちゃんねる）のカテゴリの1つ。

## 概要
- 業界・社会事情等の裏情報、その他地下的な存在の情報を扱う。

## 歴史
- 1999年5月30日 薬・違法板新設
- 1999年6月5日 現ちくり裏事情板新設(当時は就職事情、会社裏事情板)
- 1999年6月25日 違反の潰し方板新設
- 2004年4月2日 防犯・詐欺対策板新設
- 2005年3月5日 架空請求・spam板新設
- 2014年4月19日 薬・違法板閉鎖

## 掲示板
4個の板から成る。（2023年5月現在）

### ちくり裏事情板
企業・団体・公的機関・各種法人・業界・職業・社会事象の裏事情を内部告発する為の板。正式名称「ちくり裏事情＠＠2ch掲示板」。

### 防犯・詐欺対策板
マルチ商法や催眠商法等の悪徳商法に関する話題を扱う板。正式名称「防犯・詐欺対策」。

### 架空請求・spam板
架空請求やスパム（迷惑メール）、ワンクリック詐欺に関する話題を扱う板。正式名称「架空請求被害・対策・スパム撲滅(仮)＠2ch掲示板」。

### 違反の潰し方板
交通違反のもみ消し方や取締りを逃れる方法に関する話題を扱う板。正式名称「交通違反のもみ消し方＠2ch掲示板」。

### 薬・違法板
ドラッグに関する話題を扱う板。正式名称「薬、違法＠2ch掲示板」。
2010年、ドラッグに関する話題とは裏腹に薬物取引に使われている事実が指摘され、運営はほぼすべてのプロバイダからのアクセスを規制する措置を施し、
公式P2と●を使用して以外殆ど書き込めないようにした。違法な取引をしたP2などは運営によって書き込み権限停止などの規制がされ始める。
2011年、この板の違法な薬物取引の情報の削除を要請したにも関わらず放置しているとして、FOX★はじめとする運営陣が事情聴取を受けることに。
原則メールでは削除依頼を受け付けないとする2ちゃんねるは、警察からの依頼に対処することを余儀なくされる。
※ただし、実際にメールで削除依頼を行っていたのはインターネット・ホットラインセンターと呼ばれる財団法人。
2012年12月20日、この板の書き込みを削除するよう指示をしたがこれを放置したとして、警視庁は元管理人の西村博之を麻薬特例法違反幇助の疑いで書類送検した。ひろゆきは5月に「合法の可能性もある情報の削除依頼を財団法人が不適切な手段で送って、対応されなかっただけ」としていた。
2014年4月19日に閉鎖された。